# HK Drott
HK Drott – szwedzki klub piłki ręcznej mężczyzn z siedzibą w Halmstad.

## Sukcesy
- Elitserien

Zwycięstwa (11): 1974/1975, 1977/1978, 1978/1979, 1983/1984, 1987/1988, 1989/1990, 1990/1991, 1993/1994, 1998/1999, 2001/2002, 2012/2013
- Puchar EHF

1/8 finału (1): 1996/1997
1/16 finału (1): 1997/1998
- Puchar Zwycięzców Pucharów EHF

Ćwierćfinał (2): 2003/2004, 2010/2011
1/16 finału (1): 1995/1996
- Liga Mistrzów

1/16 finału (2): 1994/1995, 1999/2000
Faza grupowa (1): 2013/2014

## Drużyna w sezonie 2013/2014
| Numer | Zawodnik          | Narodowość | Pozycja               |
| ----- | ----------------- | ---------- | --------------------- |
| 1     | Marcus Holmén     | Szwecja    | bramkarz              |
| 2     | Henrik Olsson     | Szwecja    | środkowy rozgrywający |
| 3     | Philip Stenmalm   | Szwecja    | lewy rozgrywający     |
| 4     | Hasse Karlsson    | Szwecja    | obrotowy              |
| 5     | Martin Bystedt    | Szwecja    | prawoskrzydłowy       |
| 8     | Albin Stenberg    | Szwecja    | obrotowy              |
| 9     | David Löfgren     | Szwecja    | lewoskrzydłowy        |
| 10    | Magnus Persson    | Szwecja    | prawy rozgrywający    |
| 11    | Jesper Adolfsson  | Szwecja    | środkowy rozgrywający |
| 12    | Robert Bladh      | Szwecja    | bramkarz              |
| 13    | Anton Halén       | Szwecja    | prawoskrzydłowy       |
| 14    | Viktor Hallén     | Szwecja    | lewoskrzydłowy        |
| 15    | Anton Andersson   | Szwecja    | prawy rozgrywający    |
| 16    | Ola Ebeling       | Szwecja    | bramkarz              |
| 18    | Jesper Linnéll    | Szwecja    | obrotowy              |
| 19    | Martin Lindell    | Szwecja    | lewy rozgrywający     |
| 20    | Markus Sjöbrink   | Szwecja    | obrotowy              |
| 21    | Jesper Sivertsson | Szwecja    | środkowy rozgrywający |
| 22    | Said Ajkunic      | Szwecja    | środkowy rozgrywający |
| 23    | Mattias Mauritzon | Szwecja    | rozgrywający          |